# Какамо
Какамо (итал. Caccamo) је насеље у Италији у округу Палермо, региону Сицилија.
Према процени из 2011. у насељу је живело 7241 становника. Насеље се налази на надморској висини од 542 м.

## Становништво
| 1931. | 1936. | 1951.  | 1961. | 1971. | 1981. | 1991. | 2001. | 2011. |
| ----- | ----- | ------ | ----- | ----- | ----- | ----- | ----- | ----- |
| 8.606 | 8.897 | 10.166 | 9.748 | 8.694 | 8.401 | 8.636 | 8.524 | 8.295 |